# Galatasaray Spor Kulübü 2014-2015
Questa voce raccoglie le informazioni riguardanti il Galatasaray Spor Kulübü nelle competizioni ufficiali della stagione 2014-2015.

## Stagione
Nell'annata 2014-2015 siede sulla panchina turca un altro italiano, Cesare Prandelli, che inizia perdendo la Supercoppa di Turchia contro il Fenerbahçe ai tiri di rigore. L'ex CT della nazionale italiana è esonerato già alla fine di novembre, dopo un deludente avvio: terzo posto alle spalle di Fenerbahçe e Beşiktaş, sconfitta per 3-0 in casa contro il Trabzonspor, sconfitta in Champions League sul campo dell'Anderlecht, che estromette i turchi anche dalla lotta per il terzo posto nel girone, valido per l'Europa League. Il sostituto, Hamza Hamzaoğlu, conduce la squadra alla vittoria del double campionato-coppa nazionale. Il 25 maggio 2015 il Galatasaray conquista infatti il suo ventesimo titolo nazionale, mentre nella finale di coppa batte per 3-2 il Bursaspor, mettendo in bacheca il trofeo per la sedicesima volta, la seconda di fila.

## Maglie e sponsor
| Casa | Trasferta | Terza divisa |

## Rosa
In corsivo i calciatori ceduti durante la stagione 
| N. |                               | Ruolo | Calciatore       |
| -- | ----------------------------- | ----- | ---------------- |
| 1  | Uruguay (bandiera)            | P     | Fernando Muslera |
| 3  | Brasile (bandiera)            | C     | Felipe Melo      |
| 4  | Turchia (bandiera)            | C     | Hamit Altıntop   |
| 5  | Turchia (bandiera)            | D     | Gökhan Zan       |
| 6  | Svizzera (bandiera)           | C     | Blerim Džemaili  |
| 8  | Turchia (bandiera)            | C     | Selçuk İnan ()   |
| 9  | Turchia (bandiera)            | A     | Umut Bulut       |
| 10 | Paesi Bassi (bandiera)        | C     | Wesley Sneijder  |
| 11 | Portogallo (bandiera)         | C     | Bruma            |
| 13 | Brasile (bandiera)            | D     | Alex Telles      |
| 17 | Turchia (bandiera)            | A     | Burak Yılmaz     |
| 18 | Turchia (bandiera)            | C     | Sinan Gümüş      |
| 19 | Macedonia del Nord (bandiera) | A     | Goran Pandev     |
| 21 | Camerun (bandiera)            | D     | Aurélien Chedjou |
| 22 | Turchia (bandiera)            | D     | Hakan Balta      |

| N. |                    | Ruolo | Calciatore      |
| -- | ------------------ | ----- | --------------- |
| 23 | Turchia (bandiera) | C     | Furkan Özçal    |
| 23 | Turchia (bandiera) | C     | Yasin Öztekin   |
| 26 | Turchia (bandiera) | D     | Semih Kaya      |
| 28 | Turchia (bandiera) | D     | Koray Günter    |
| 29 | Turchia (bandiera) | C     | Olcan Adın      |
| 35 | Turchia (bandiera) | C     | Yekta Kurtuluş  |
| 38 | Turchia (bandiera) | P     | Sinan Bolat     |
| 40 | Turchia (bandiera) | D     | Emre Can Coşkun |
| 52 | Turchia (bandiera) | C     | Emre Çolak      |
| 55 | Turchia (bandiera) | C     | Sabri Sarıoğlu  |
| 67 | Turchia (bandiera) | P     | Eray İşcan      |
| 77 | Turchia (bandiera) | D     | Tarık Çamdal    |
| 88 | Turchia (bandiera) | D     | Veysel Sarı     |
| 90 | Turchia (bandiera) | C     | Umut Gündoğan   |

## Risultati

### Supercoppa di Turchia
| Arbitro: | Mustafa Kâmil Abitoğlu |

|                                   |                      |                                     |
| Olcan Selçuk Melo Yekta B. Yılmaz | Tiri di rigore 2 – 3 | Kuyt Caner M. Topuz Meireles Kadlec |

### UEFA Champions League

#### Fase a gironi
| Arbitro: | István Vad |

|              |           |           |
| Yılmaz 90+1’ | Marcatori | 52’ Praet |

| Arbitro: | Gianluca Rocchi |

|                                   |           |                      |
| Welbeck 22’, 30’, 52’ Sánchez 41’ | Marcatori | 63’ (rig.) B. Yılmaz |

| Arbitro: | Antonio Mateu Lahoz |

|  |           |                                          |
|  | Marcatori | 6’, 18’ Aubameyang 41’ Reus 83’ A. Ramos |

| Arbitro: | Pavel Královec |

|                                                            |           |           |
| Reus 39’ Papastathopoulos 56’ Immobile 74’ Kaya 85’ (aut.) | Marcatori | 70’ Balta |

| Arbitro: | Ivan Bebek |

|                 |           |  |
| Mbemba 44’, 86’ | Marcatori |  |

| Arbitro: | David Fernández Borbalán |

|              |           |                                    |
| Sneijder 88’ | Marcatori | 3’, 90+2’ Podolski 11’, 29’ Ramsey |

## Statistiche

### Statistiche di squadra
| Competizione          | Punti       | In casa | In casa | In casa | In casa | In casa | In casa | In trasferta | In trasferta | In trasferta | In trasferta | In trasferta | In trasferta | Totale | Totale | Totale | Totale | Totale | Totale | DR  |
| Competizione          | Punti       | G       | V       | N       | P       | Gf      | Gs      | G            | V            | N            | P            | Gf           | Gs           | G      | V      | N      | P      | Gf     | Gs     | DR  |
| --------------------- | ----------- | ------- | ------- | ------- | ------- | ------- | ------- | ------------ | ------------ | ------------ | ------------ | ------------ | ------------ | ------ | ------ | ------ | ------ | ------ | ------ | --- |
| Süper Lig             | 77 Campione | 17      | 13      | 3       | 1       | 32      | 17      | 17           | 11           | 2            | 4            | 28           | 18           | 34     | 24     | 5      | 5      | 60     | 35     | +25 |
| Coppa di Turchia      | Campione    | 6       | 5       | 0       | 1       | 19      | 7       | 5            | 2            | 1            | 2            | 15           | 6            | 12     | 8      | 1      | 3      | 37     | 15     | +22 |
| Supercoppa di Turchia |             | -       | -       | -       | -       | -       | -       | -            | -            | -            | -            | -            | -            | 1      | 0      | 1      | 0      | 0      | 0      | 0   |
| Champions League      |             | 3       | 0       | 1       | 2       | 2       | 9       | 3            | 0            | 0            | 3            | 2            | 10           | 6      | 0      | 1      | 5      | 4      | 19     | -15 |
| Totale                |             | 26      | 18      | 4       | 4       | 53      | 33      | 25           | 13           | 3            | 9            | 45           | 34           | 53     | 32     | 8      | 13     | 101    | 69     | +32 |

### Andamento in campionato
| Giornata  | 1 | 2 | 3 | 4 | 5 | 6 | 7 | 8 | 9 | 10 | 11 | 12 | 13 | 14 | 15 | 16 | 17 | 18 | 19 | 20 | 21 | 22 | 23 | 24 | 25 | 26 | 27 | 28 | 29 | 30 | 31 | 32 | 33 | 34 |
| --------- | - | - | - | - | - | - | - | - | - | -- | -- | -- | -- | -- | -- | -- | -- | -- | -- | -- | -- | -- | -- | -- | -- | -- | -- | -- | -- | -- | -- | -- | -- | -- |
| Luogo     | T | C | T | C | T | C | T | C | T | C  | T  | C  | T  | C  | T  | T  | C  | C  | T  | C  | T  | H  | T  | C  | T  | C  | T  | C  | T  | C  | T  | C  | C  | T  |
| Risultato | V | N | P | V | V | V | P | V | V | P  | V  | V  | V  | V  | N  | V  | V  | N  | V  | V  | V  | V  | P  | N  | V  | V  | P  | V  | V  | V  | V  | V  | V  | N  |
| Posizione | 1 | 1 | 9 | 5 | 3 | 2 | 5 | 2 | 2 | 3  | 2  | 2  | 2  | 2  | 3  | 3  | 3  | 3  | 3  | 3  | 1  | 1  | 1  | 2  | 1  | 1  | 3  | 2  | 2  | 1  | 1  | 1  | 1  | 1  |

Legenda:

Luogo: C = Casa; T = Trasferta. Risultato: V = Vittoria; N = Pareggio; P = Sconfitta.